# Riera de l'Horta del Mas
La Riera de l'Horta del Mas és un afluent per l'esquerra de la Riera de Sanaüja que realitza tot el seu recorregut pel terme municipal de Biosca.
Neix a poc menys de 200 metres de l'església de Sant Pere Sasserra. De direcció predominant cap a le 10 del rellotge, desguassa al seu col·lector a poc més de 500 metres al sud-est de Santa Maria de Lloberola.

## Xarxa hidrogràfica
Aquesta riera no té cap afluent.